# Miraí
Miraí is een gemeente in de Braziliaanse deelstaat Minas Gerais. De gemeente telt 13.502 inwoners (schatting 2009).

## Aangrenzende gemeenten
De gemeente grenst aan Cataguases, Guidoval, Guiricema, Muriaé, Santana de Cataguases en São Sebastião da Vargem Alegre.